# Информационный, коммуникационный и медийный центр Бранденбургского технического университета
Информационный, коммуникационный и медийный центр Бранденбургского технического университета (нем. Informations-, Kommunikations- und Medienzentrum der Brandenburgischen Technischen Universität Cottbus-Senftenberg) объединяет библиотеку, а также центры обработки данных, компьютерный и мультимедийный. Расположен на территории котбусcкого кампуса Бранденбургского технического университета.

## Архитектура

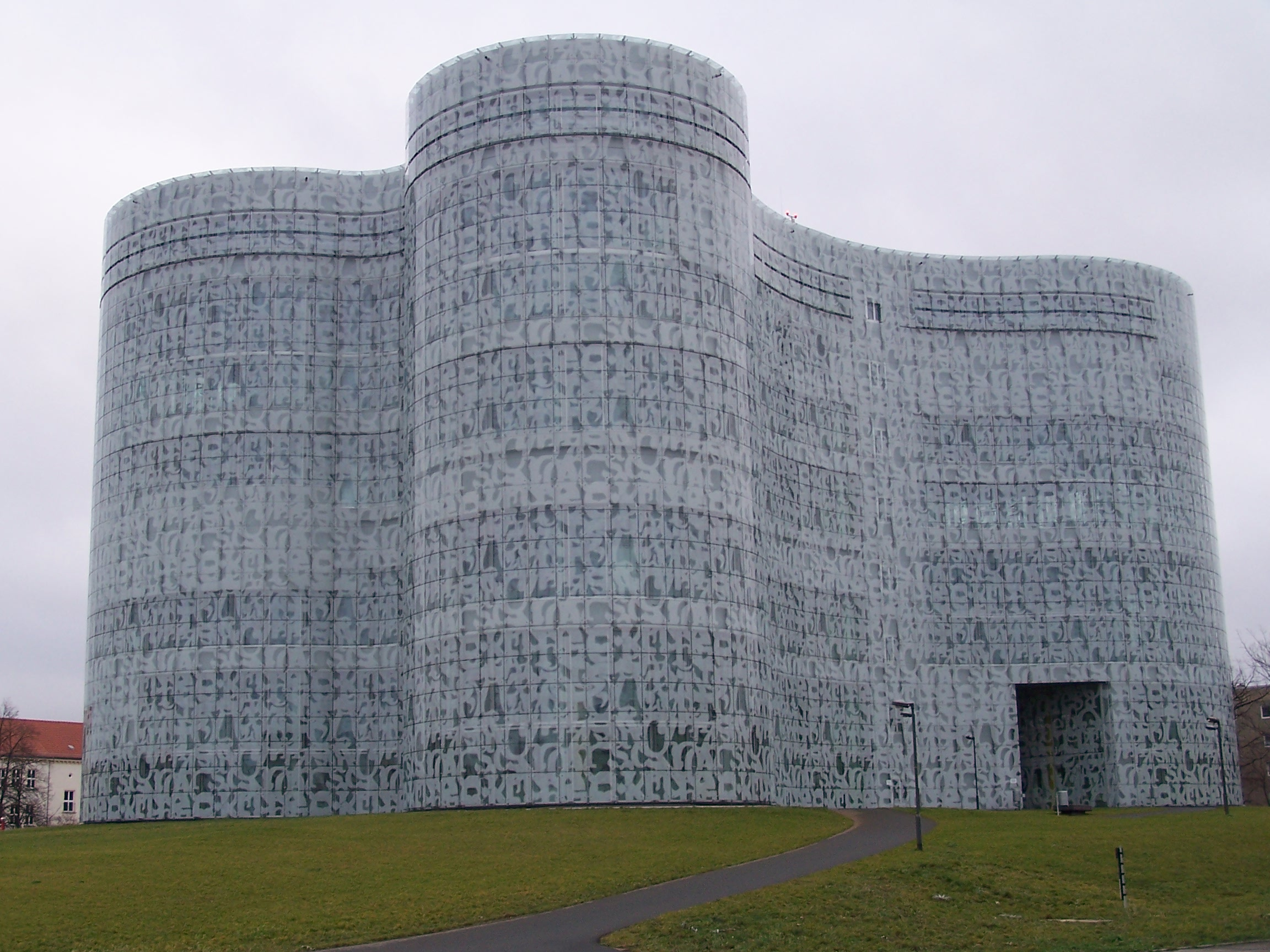
Фасад центра

Проект здания центра разработан архитекторами Юргеном Ионером (нем. Jürgen Johner) и Флорианом Марти (фр. Florian Marti) из архитектурного бюро «Херцог и де Мёрон». В силу финансовых трудностей изначальный проект 1993 года неоднократно перерабатывался после 1999 года вплоть до начала строительства в 2001 году. Завершено строительство было в 2004 году.
32-метровое восьмиэтажное напоминающее в плане амёбу или вазу Аалто здание имеет стеклянный фасад, покрытый узором из букв арабского, латинского и кириллического алфавитов. Визуально оно напоминает замок и, занимая невысокий холм над дорогой, создаёт архитектурную доминанту в комплексе зданий кампуса.
В архитектурном решении здания использованы энергосберегающие технологии, включая двойное остекление фасада, солнцезащитные экраны, использование вертикального температурного расслоения воздуха и других решений, в том числе выборочная печать букв на стёклах в зависимости от необходимого направления света.
Цветовое решение интерьера выполнено для колонн и напольных покрытий в жёлтом, салатовом, пурпурном, малиновом и тёмно-синем тонах, потолок сделан серебристым, а мебель — белая.